# Fernando Garfella Palmer
Fernando Garfella Palmer (Palma de Mallorca, 17 de junio de 1989 - Isla Dragonera, 9 de agosto de 2020) fue un documentalista español, reconocido por sus documentales sobre la vida marina de las Islas Baleares y por su colaboración con la ONG Proactiva Open Arms.

## Biografía
Garfella nació en Mallorca, España. Su abuelo era el pintor Fernando Garfella y su hermano el periodista Carlos Garfella. Al crecer rodeado del mar, empezó a practicar buceo en su infancia y con el paso del tiempo lo convirtió en su oficio, fundando la compañía de producción documental Bogar Films, para la cual realizó alrededor de novecientas inmersiones en las Baleares y sus alrededores. En sus documentales logró capturar imágenes de  especies en peligro de extinción como el raor y el Hippocampus guttulatus, entre otras.
Como documentalista y rescatista, Garfella se vinculó con la ONG Proactiva Open Arms, participando de manera constante en los rescates de los migrantes desde el norte de África hasta las costas españolas. También fue uno de los impulsores y promotores de la reserva marina del Freu de Dragonera y colaboró con asociaciones ecologistas de ámbito marino

### Desaparición y fallecimiento
Mientras realizaba una de sus inmersiones habituales cerca de la isla Dragonera el 9 de agosto de 2020, fue arrastrado por una fuerte corriente a más de ochenta metros de profundidad. Su pareja, al ver que no salía a la superficie, avisó a un compañero submarinista, quien acudió en su rescate pero sufrió el síndrome de descompresión y tuvo que ser trasladado de urgencia a un centro asistencial de Palma de Mallorca. El Grupo Especial de Actividades Subacuáticas de la Guardia Civil inició la búsqueda exhaustiva del cuerpo de Garfella, fue recuperado el 11 de agosto a noventa y dos metros de profundidad. El cadáver fue trasladado hasta Puerto de Sóller, donde tuvo lugar el levantamiento.